# Кармелитки

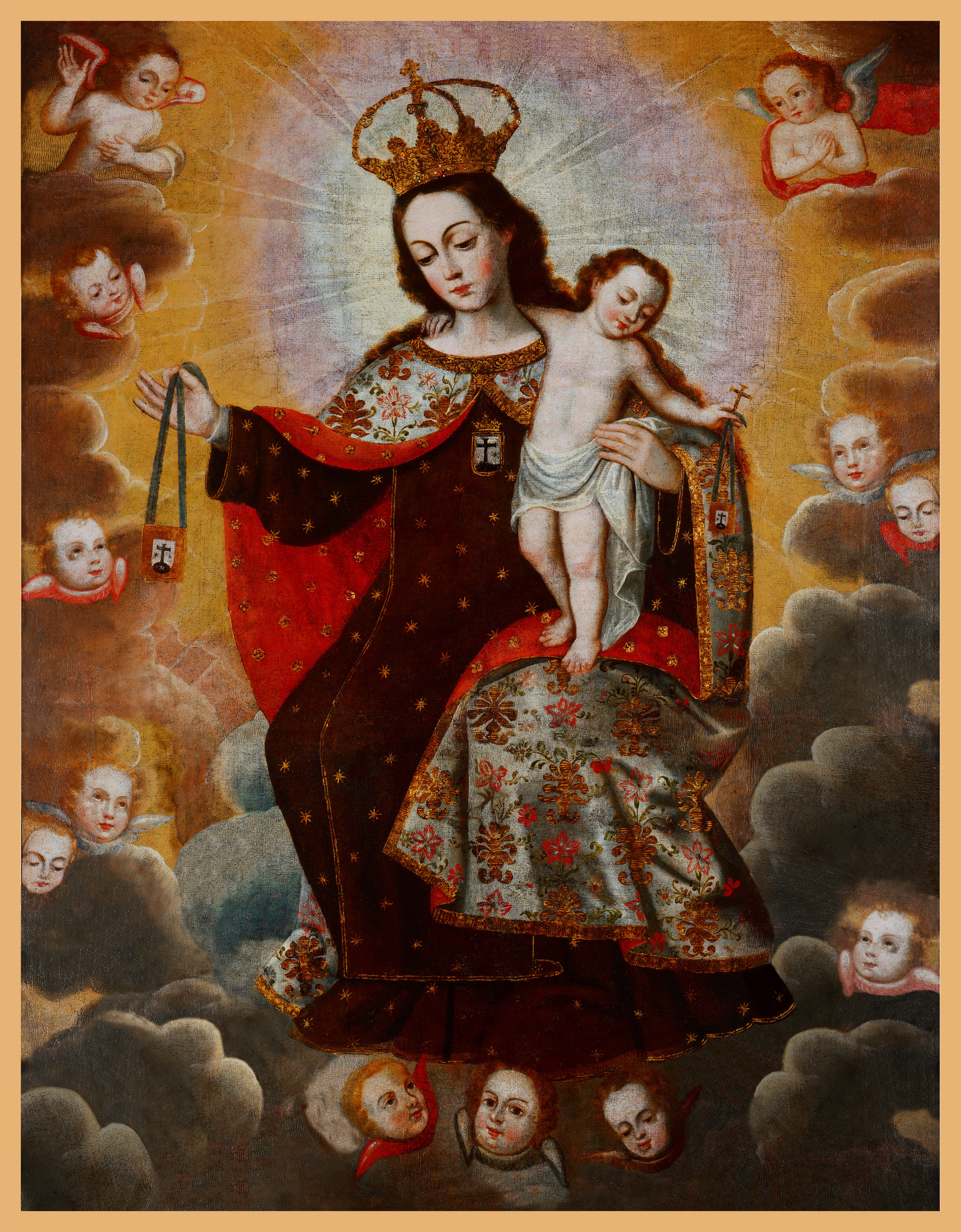
Образ Пресвятой Девы Марии горы Кармил

Простой герб кармелитов и кармелиток

Кармели́тки — католические женские монашеские ордена и конгрегации, связанные общей духовной традицией с кармелитами и живущие по правилам, основанным на уставе кармелитов.

## История

### XIII и XIV века

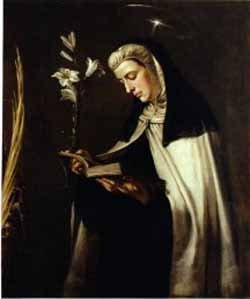
Жанна Кармелитка

Уже в XIII — XIV веках, с появлением монахов-кармелитов в Европе, девушки и женщины, желавшие благочестия, принимали их духовное руководство и следовали частным правилам, основанным на уставе кармелитов. Одни становились отшельницами, жившими в совершенном затворе и непрестанной молитве. Другие объединялись в небольшие общины без приношения монашеских обетов.
Первой известной женщиной, получившей во второй половине XIII века правила, основанные на уставе кармелитов, была Жанна Кармелитка. Правила были составлены для неё генеральным приором ордена, Симоном Стоком. Она вела жизнь затворницы при монастыре кармелитов в Тулузе, на юге Франции.
В XIV веке женские общины при монастырях кармелитов, жившие под духовным руководством монахов, появились в Италии (Болонья, Флоренция, Венеция), Нидерландах (Харлем), Бельгии (Льеж), Франции (Валансьен), Испании (Барселона) и Германии (Гельдерн, Динан); в Италии их называли мантелатками, в Германии и Нидерландах бегинками. Девушки и вдовы, вступавшие в такие общины, подписывали акт, по которому передавали мужскому монастырю всё своё имущество, которое затем расходовалось на их содержание.
В 1450 году община в Гельдерне, в Германии первой обратилась к генеральному приору ордена, Жану Сорету с просьбой допустить их к принесению вечных монашеских обетов и принятию монашеского облачения, и 10 мая 1452 года получила на то его благословение. В августе того же года такое же благословение генерального приора ордена получила община во Флоренции. Тогда же во Флоренции руководство кармелитов приняло решение обратиться к Папе с просьбой об утверждении женской ветви ордена.

### Булла Cum nulla
7 октября 1452 года Папа Николай V буллой Cum nulla утвердил основание женской ветви ордена кармелитов.

«Николай епископ, раб рабов Божьих в вечную память о сем.
Так, как невозможно без разрешения Верховного Понтифика основывать группам верующих монашеские общины, и для того, чтобы монашеским общинам дев, вдов, бегинок, мантеллаток и другим подобным им, живущим под именем и покровом Ордена Пресвятой Девы Марии с горы Кармил, или в будущем пожелающим (так жить), не жить без одобрения Апостольского Престола, мы сим посланием объявляем об утверждении за ними образа жизни, организации и протекции вышеупомянутого ордена и генерального настоятеля, в равной степени, как и провинциальных настоятелей, и предоставляем им те же привилегии дозволенные нами прежде орденам Проповедников и отшельников Святого Августина, при условии, что вышеупомянутые девы, вдовы, бегинки, мантеллатки будут жить в воздержании, послушании, пощении и подвизаться в соответствии со своими правилами и уставами дев, бегинок и мантелаток тех орденов, которые следуют воздержанию и благочестию.
Посему, никто да не посмеет нарушить или противоречить нашему установлению. Но если, кто дерзнет его нарушить, пусть знает, что падет на него гнев Всемогущего Бога и святых апостолов его Петра и Павла.
Дано в Риме, в соборе Святого Петра, в 1452 году от рождества Господа нашего, в седьмой день октября, в шестой год нашего понтификата».

Таким образом, булла Cum nulla не только позволяла основывать в oрдене женские созерцательные монастыри, но также предоставляла право основывать женские общины терциарного (светского) характера. 28 ноября 1476 года Папа Сикст IV буллой Dum attenta окончательно утвердил организации мирян-кармелитов, мужчин и женщин. Впоследствии терциарная ветвь ордена положила начало многочисленным светским и регулярным институтам кармелиток.

### XV и XVI века

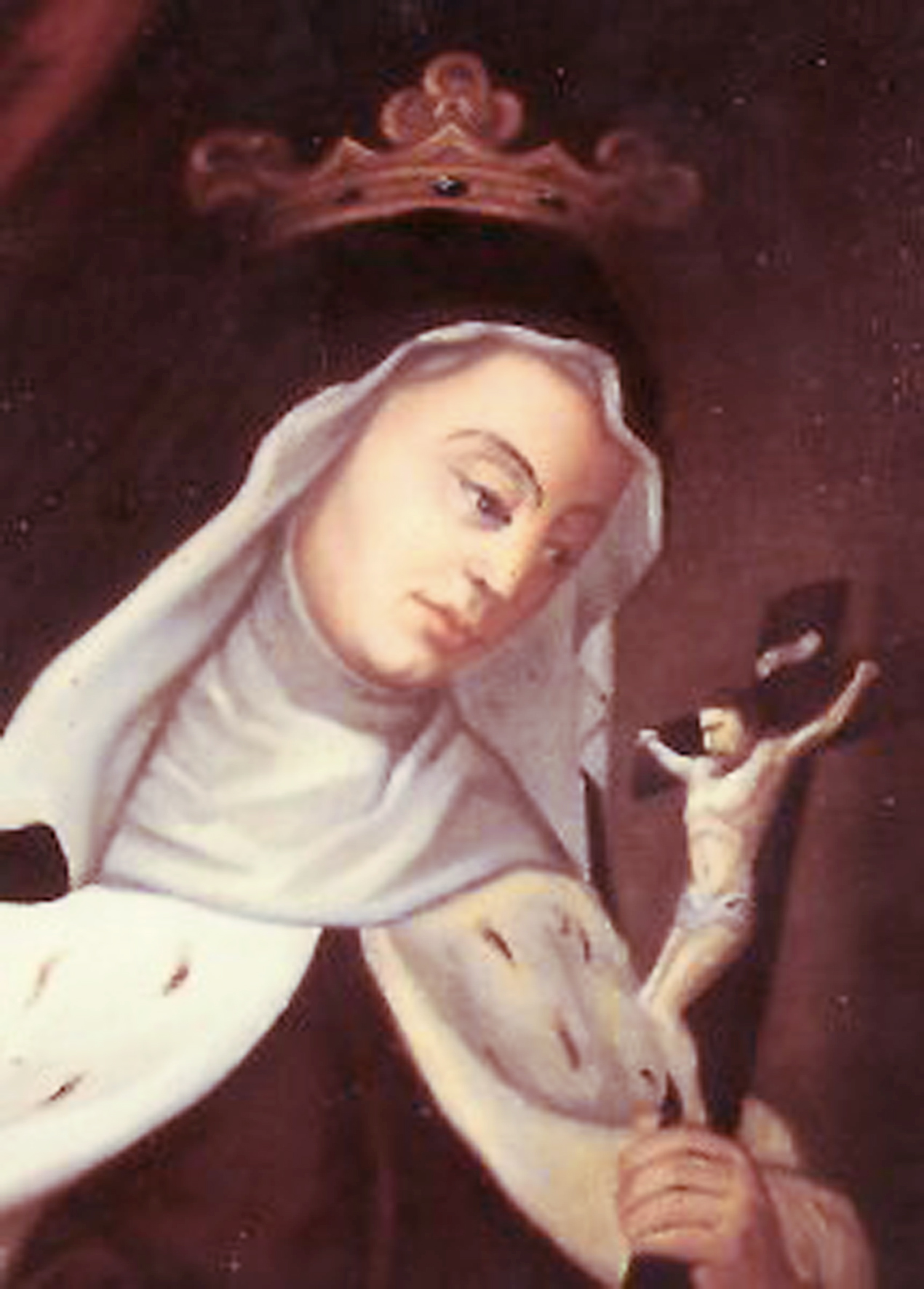
Франсуаза д′Амбуаз

Вскоре после своего утверждения, женская ветвь ордена распространилась по всей Европе. Первый монастырь кармелиток был основан в 1454 году во Флоренции.
Кармелитки, или Монахини ордена кармелитов (лат. Moniales Ordinis Carmelitarum, O.Carm.) жили по уставу Святого Альберта, предусматривавшему сочетание отшельнической и киновиальной форм монашества, строгое соблюдение постов и практику молчания.
В ноябре того же года генеральный приор ордена, Жан Сорет дополнил устав кармелитов для женской ветви ордена особыми правилами, Expositio paraenetica.
В 1468 году в орден вступила Франсуаза д′Амбуаз, вдовая герцогиня Бретани, до этого основавшая монастыри кармелиток Нотр-Дам-де-Бондон близ Ванна и в Нанте. Вместе с Жаном Соретом, она оказала большое влияние на формирование правил кармелиток. По её инициативе, кроме обетов послушания, целомудрия и нестяжания, монахини стали приносить и обет клаузуры (затвора), который в 1569 году Папа Пий V утвердил для всей женской ветви ордена.
Ещё 15 февраля 1432 года буллой Romani Pontificis Папа Евгений IV смягчил первоначальный устав кармелитов. Некоторые монастыри отказались принимать нововведения и образовали в рамках ордена автономные конгрегации, получившие название по городам в которых они появились, Мантуанская в Италии и Альбийская во Франции.
Мантуанская конгрегация была утверждена Папой Евгением IV в 1442 году и просуществовала до 1783 года. При монастырях этой конгрегации также находились женские общины, которые после утверждения женской ветви ордена, были преобразованы в монастыри. Среди настоятельниц этих монастырей в XV веке были особенно известны Арканджела Джирлани и Джованна Скопелли.
Монастыри кармелиток в Нидерландах, Германии и Франции находились в большей зависимости от монастырей кармелитов, в то время, как монастыри кармелиток в Италии и Испании пользовались большей автономией. Именно в Испании во второй половине XVI века началось движение, положившее начало реформе женской ветви ордена кармелитов, затем охватившее и мужскую ветвь.

### Реформа

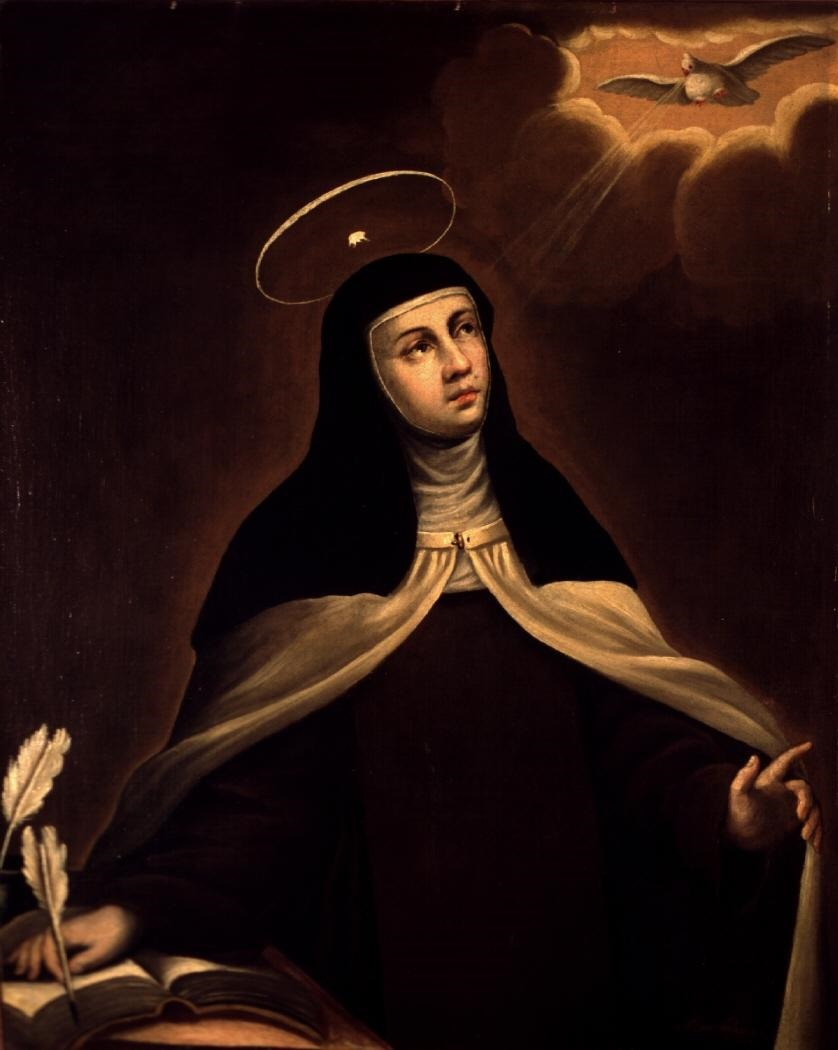
Тереса де Аумада-и-Сепеда

Инициатором реформы в ордене была Тереза Иисуса (в миру Тереса де Аумада-и-Сепеда). 7 февраля 1562 года она получила из Рима благословение на создание первого реформированного монастыря кармелиток в Испании, и 24 августа того же года возглавила монастырь Святого Иосифа в Авиле. Реформа проводилась ею под наблюдением генерального приора ордена, Николы Оде и местного епископа Альвареса де Мендосы. Тереза Иисуса поставила целью вернуть кармелиток к первоначальным аскетическим идеалам ордена. Монахини реформированного монастыря ходили исключительно босиком, за что были прозваны босыми кармелитками.
17 июля 1563 года Папа Пий IV утвердил правила босых кармелиток, одобренные также генеральным приором ордена, Джованни Баттиста Росси. 21 октября 1564 года в монастыре Святого Иосифа в Авиле, Тереса де Аумада-и-Сепеда принесла монашеские обеты, приняв имя Терезы Иисуса, а 13 июля 1571 года она официально отказалась от прежнего устава с послаблениями и приняла реформированное правило, став, таким образом, первой босой кармелиткой.
С 1567 по 1582 год Тереза Иисуса основала 17 реформированных монастырей в Испании. 1 ноября 1571 года в университетском городе Алькала-де-Энарес ею был открыт знаменитый Колледж Святого Кирилла, ставший важным центром обучения для мужской ветви реформированных кармелитов, основанной ею вместе с Иоанном Креста (в миру Хуан де Йепес-и-Альварес).
Начавшаяся реформа не была принята среди кармелитов однозначно; «обутые» обвиняли «босых» в непослушании и смуте. 22 июня 1580 года Папа Григорий XIII издал бреве Pia consideratione, в котором закрепил каноническое разделение кармелитов и присвоил босым кармелитам статус автономной провинции в рамках ордена. Только спустя пять лет после смерти Терезы Иисуса, 4 октября 1582 года, в монастыре Альба-де-Тормес в Испании, в 1587 году Папа Сикст V выделил босых кармелитов и кармелиток в отдельную конгрегацию.
20 марта 1597 года Папа Климент VIII буллой Sacrarum Religionum преобразовал конгрегацию в отдельный орден, женская ветвь которого получила название Монахинь Ордена Босых Кармелитов (лат. Moniales Ordinis Carmelitarum Discalceatarum, O.C.D.). Новый орден также получил статус нищенствующего, и сегодня существует два ордена кармелитов (кармелиток): босых и обутых. В том же году первые реформированные монастыри появились за границами Испании, в Италии.

## Современное состояние

### Статистика
В настоящее время монастыри кармелиток действуют в 97 странах мира (либо в 100 странах, если Конго учитывать как 2 страны, а Великобританию как 3). В 2013 году орден насчитывал 9951 монахинь и 759 монастырей.

### Монастыри в России и странах бывшего СССР
На территории бывшего СССР действует 7 женских кармелитских монастырей: 2 монастыря на Украине, 2 — в Казахстане, по 1 — в России, Латвии, Литве.
На Украине действует два монастыря кармелиток:
- в пригороде Киева в селе Софийская Борщаговка с 1994 года находится (достроен в 1996 году) монастырь Кармелиток Босых Милосердия Божьего и Непорочного Сердца Марии (с 1991 до 1994 находился в Киеве);
- в Покотиловке возле Харькова — Матери Божьей Посредницы благодати и святых апостолов Петра и Андрея.

В Казахстане монастыри находятся:
- в Караганде;
- в Озерном Северо-Казахстанской области находится санктуарий Пресвятой Девы Марии Царицы Мира (в санктуарии находится статуя «Матери Божьей с рыбами», установленная в память о возникновении в тех местах в 1941 озера со множеством рыб, спасшего от голодной смерти тысячи депортированных).

В России один монастырь:
- в Усолье-Сибирское Иркутской области.

в Новосибирске
В Латвии:
- монастырь в Икшкиле под Ригой.

В Литве:
- Паштуве[23] под Каунасом.

### Терциарные институты
В настоящее время насчитывается более 40 монашеских конгрегаций. Наиболее значительные:
- Кармелитки благодати (Carmelitane delle Grazie, CSCdG) — основана в Болонье для воспитания девочек из бедных семей; в 1744 в ней был введён строгий затвор; с 1755 основывала новые монастыри в Италии. Конгрегация дважды упразднялась (в 1810 и 1866) светскими властями; восстановлена в 1900; получила официальное утверждение Св. Престола в 1977. В 2002 насчитывала 35 сестер и 9 монашеских обителей.
- Терезианские кармелитки-миссионерки (Hermanas Carmelitas Misioneras Teresianas, CMT) — основана в 1861 в Сьюдаделе (исп. о-в Менорка) для ухода за больными и для христ. воспитания молодежи; вначале действовала в Испании. Утверждена Св. Престолом в 1902. В 1896 сестры стали работать в Аргентине и Уругвае, а после Гражданской войны в Испании (1936-39) — в Бразилии, Франции, Чили, Италии (Рим), Заире, Мали и на Кубе. В 2002 конгрегация насчитывала 757 сестер и 109 обителей.
- Конгрегация сестер Матери Кармеля (Sisters of the Congregation of the Mother of Carmel, Carmelamahavinte Sabha, CMC) сиро-малабарского обряда основана в 1866 в Индии босыми кармелитами; утверждена Св. Престолом в 1967. Занимается христианским воспитанием и образованием девочек и девушек, а также уходом за больными и пожилыми людьми. В 2002 насчитывала 6335 монахинь и 581 обитель.
- Сестры апостольского Кармеля (Sisters of the Apostolic Carmel, AC) — основана в 1868 в Байоне (Франция) и переведена в 1870 в Индию; утверждена Св. Престолом в 1926; занимается преимущественно христианским воспитанием и образованием (в том числе на Шри-Ланке, в Австралии и Кувейте). В 2002 насчитывала 1583 сестры и 154 обители.
- Кармелитки Миссионерки (Carmelitas Misioneras, CM) — основана в 1878 в качестве самостоятельной ветви терезианских кармелдток-миссионерок. В 1906 присоединена (с сохранением автономии) к Ордену босых кармелитов. Помимо Испании сестры работают в Колумбии, Франции, Италии, Португалии, Великобритании, Индии, Конго, Мозамбике, Малави и на Филиппинах. В 2002 конгр. насчитывала 1870 сестер и 271 обитель.
- Терезианские кармелитки (Congregation of the Teresian Carmelites, CTC) — конгр., учрежденная в 1887 в результате отделения монахинь лат. обряда от Конгрегации сестер Матери Кармеля и перевода их в Вераполи. В 1959 присоединена к Ордену босых кармелитов. В 1971 утверждена Св. Престолом. Сестры занимаются христианским воспитанием девочек и делами милосердия. В 2002 конгр. насчитывала 1185 сестёр и 132 обители.
- Сестры Пресвятой Девы Марии горы Кармель (Hermanas de la Virgen María del Monte Carmelo, HVMMC) — основана в 1891 в Каудете (Испания); в 1906 присоединена (с сохранением автономии) к Ордену кармелитов; в 1950 утверждена Св. Престолом. Сёстры работают в Испании, Португалии, Италии, Франции, Германии, Пуэрто-Рико и Доминиканской Республике. В 2002 конгрегация насчитывала 462 монахини и 65 обителей.

## Представительницы

### Святые и блаженные
- Тереза Иисуса, или Тереза Великая (1515—1582; в миру Тереса де Аумада-и-Сепеда)
- Мария Магдалина (1566—1607; в миру Катарина де Пацци)
- Тереза Маргарита Святейшего Сердца Иисуса (1747—1770; в миру Анна Мария Реди)
- Иоакима Святого Франциска (1783—1854; в миру Хоакина де Ведруна де Мас)
- Тереза Иисуса (1843—1897; в миру Тереса Хорнет-и-Ибарс)
- Тереза Младенца Иисуса и Святого Лика (1873—1897; в миру Тереза Мартен)
- Мария Чуда Иисуса (1891—1974; в миру Мария Пидал-и-Чико де Гусман)
- Тереза Бенедикта Креста (1891—1942; в миру Эдит Штайн)
- Тереза Иисуса (1900—1920; в миру Хуана Фернандес-и-Солар)

### Основательницы
- Тереза Авильская (в миру Тереса де Аумада-и-Сепеда), Орден Босых Кармелиток (OCD).
- Жанна Кармелитка, Третий Орден Кармелитов (TOC)
- Иоакима Святого Франциска (в миру Хоакина де Ведруна де Мас), Конгрегация Сестер Кармелиток Милосердия Ведруны (CCV).
- Канделария Святого Иосифа (в миру Сусанна Пас Кастильо-и-Рамирес), Конгрегация Сестер Кармелиток Матери Канделарии (HCMC).
- Мария Ангелина Тереза (в миру Бригитта Тереза Мак-Крори), Конгрегация Сестер Кармелиток Пожилых и Немощных (CSAI).
- Мария Ангелов (в миру Джузеппа Маргарита Оперти), Конгрегация Сестер Кармелиток Святой Терезы (Турин) (SCSTT).
- Мария Распятия (в миру Роза Курчо), Конгрегация Сестер Кармелиток Миссионерок Святой Терезы Младенца Иисуса (СCMSTBG).
- Мария Тереза Иисуса (в миру Мария Скрилли), Конгрегация Сестер Нашей Госпожи Кармельской (CNSC).
- Мария Тереза Святого Иосифа (в миру Анна Мария Таушер), Конгрегация Сестер Кармелиток Божественного Сердца Иисуса (DCJ).
- Тереза Мария Креста (в миру Тереза Аделаида Манетти), Конгрегация Кармелиток Святой Терезы (Флоренция) (СSTF).
- Тереза Святого Иосифа (в миру Тереза Тода-и-Хункоса), Конгрегация Сестер Кармелиток Терезианок Святого Иосифа (CTSJ).
- Тереза Иисуса (в миру Тереса Хорнет-и-Ибарс), Конгрегация Малых Сестер Покинутых Пожилых (HAD).

## Влияние на культуру

### В литературе
- В романе Виктора Гюго «Отверженные» устав ордена кармелиток описывается как самый строгий среди католических орденов[24].

### В музыке
- Опера Франсиса Пуленка «Диалоги кармелиток»

### Фильмы о кармелитках
Действуй, сестра